# Rane ljudske migracije
Rane ljudske migracije počele su kada se premoderni Homo erectus prvi put preko Levantskog koridora i Afričkog roga iselio iz Afrike u Evroaziju pre oko 1,8 miliona godina. Ekspanziju H. erectusa iz Afrike sledila je ona H. antecessora u Evropu pre oko 800 000 godina, te H. heidelbergensisa (koji je najverojatnije bio predak modernih ljudi i Neandertalaca) pre oko 600 000 godina. Preci H. sapiensa evoluirali su u moderne ljude (tj. našu podvrstu H. sapiens sapiens) pre oko 200 000 godina u Africi.
Do migracija iz Afrike došlo je nešto kasnije. Pre oko 125 000 godina moderni ljudi dospeli su do Bliskog istoka, odakle su se kasnije raširili po Aziji i Evropi. Od Bliskog istoka te su se populacije proširile istočno do Južne Azije do pre 50 000 godina, te do Australije do pre 40 000 godina, kada je H. sapiens po prvi put dospeo na teritoriju prethodno nenastanjenu H. erectusom. H. sapiens je kročio u Evropu pre 43 000 godina, te na kraju zamenio populaciju neandertalaca. U Istočnoj se Aziji nastanio pre 30 000 godina.
Tačno vreme migracije u Severnu Ameriku nije sa sigurnošću utvrđeno; moguće je da je do toga došlo pre oko 30 000 godina, a možda i kasnije, pre 14 000 godina. Kolonizacija tihookeanskih ostrva Polinezije počela je pre naše ere, a završena je 900. godine naše ere. Preci Polinežana napustili su Tajvan pre oko 5 200 godina.
Istraživanje ranih ljudskih migracija znatno se razvilo od 1980-ih zbog napretka u polju arheogenetike.

## Rani ljudi (pre)
Rani pripadnici roda Homo, Homo ergaster, Homo erectus i Homo heidelbergensis, tokom ranog su se pleistocena (pre oko 1,9 miliona godina) odselili iz Afrike, moguće kao rezultat saharske pumpe, te su se proširili po većini Starog sveta, sve do Jugoistočne Azije. Vreme prvobitnog širenja izvan Afrike u biti se podudara s pojavom Homo ergastera u fosilnim zapisima i prvom pojavom punog dvonožnog kretanja, a takođe se javlja oko pola miliona godina nakon pojave samog roda Homo i kamenih alata olduvanske kulture. Ključna nalazišta za te rane afričke migracije i su Rivat u Pakistanu (~2 miliona godina), Ubajdija u Levantu (1,5 miliona goda) i Dmanisi na Kavkazu (1,81 ± 0,03 miliona godina, p = 0,05).
Kina je nastanjena pre više od milion godina, već 1,66 miliona godina pre današnjice kako pokazuju kameni artefakti pronađeni u Sjaočanglangu.
Kameni alati pronađeni na nalazištu Sjaočanglang stari su 1,36 miliona godina.
Arheološko nalazište Sihoudu u pokrajini Šansi sadrži najraniji zabeleženi trag korištenja vatre od strane Homo erectusa, pre 1,27 miliona godina.
Jugoistočna Azija (Java) naseljena je pre 1,7 miliona godina (Meganthropus). Zapadna Evropa naseljena je pre 1,2 miliona godina (Atapuerka).
Robert G. Bednarik predložio je da je Homo erectus možda gradio splavove i tako prelazio preko okeana, ali ta je teorija naišla na ozbiljne kritike.

## MigracijeHomo sapiensa
Smatra se da se Homo sapiens pojavio u Istočnoj Africi pre oko 200 000 godina. Najstarije pronađene jedinke ostavile su svoj trag u obliku ostataka u Omu (starosti 195 000 godina) i vrste Homo sapiens idaltu (starosti 160 000 godina), koja je otkrivena na nalazištu središnjeg Avaša u Etiopiji i odatle su se proširili po ostatku sveta. Egzodus iz Afrike preko Arapskog poluostrva pre oko 125 000 godina doveo je moderne ljude u Evroaziju, pri čemu je jedna grupa počela da nastanjuje obalska područja oko Indijskog okeana, a druga migrirala severno u stepe Središnje Azije.

### Unutar Afrike
Najnedavniji zajednički predak svih živućih ljudi po majčinoj liniji, nazvan mitohondrijska Eva, verovatno je živeo pre 120 do 150 000 godina u Istočnoj Africi, u vreme Homo sapiensa idaltu.
Opširno istraživanje genetske raznolikosti u Africi pod vođstvom Dr. Sare Tiškof pokazalo je da narod San poseduje najveću genetsku raznolikost među 113 istraženih populacija, što ih čini jednim od 14 „grupa drevnih populacija”. Istraživači su takođe locirali poreklo migracija u Jugozapadnoj Africi, u blizini obalske granice Namibije i Angole.
Pre između 100 000 i 80 000 godina odvojile su se tri glavne linije Homo sapiensa. Nositelji mitohondrijske haplogrupe L0 (mtDNK)/A (Y-DNK) kolonizovali su Južnu Afriku (preci kojsanskih naroda); nositelji haplogrupe L1 (mtDNK)/B (Y-DNK) nastanili su Središnju i Zapadnu Afriku (preci zapadnih pigmeja); nosioci haplogrupa L2, L3, i ostalih mtDNK ostali su u Istočnoj Africi (preci govornika nigersko-kongoanskih i nilsko-saharskih jezika).

### Egzodus iz Afrike
Postoje dokazi da su moderni ljudi napustili Afriku barem 125 000 godina pre današnjice koristeći dva različita pravca: dolinom Nila do Bliskog istoka, barem do današnjeg Izraela (Kvafzeh: 120 000–100 000 godina pre današnjice); i drugom preko moreuza Bab-el-Mandeb na Crvenom moru (tada je nivo mora bio mnogo niži) do Arapskog poluostrva, nakon čega su se nastanili na mestima kao što su današnji Ujedinjeni Arapski Emirati (125 000 godina pre današnjice) i Oman (106 000 godina pre današnjice), verovatno i Indijski potkontinent (Jvalapuram: 75 000 pre današnjice). Uprkos činjenice da na ta tri mesta još uvek nisu pronađeni ljudski ostaci, sličnosti među kamenim alatima pronađenim u Džebl Faji, Jvalapuramu i nekim afričkim nalazištima ukazuju na to da su njihovi stvoritelji bili moderni ljudi. Ta otkrića mogla bi služiti kao podrška tvrdnji da su moderni ljudi iz Afrike stigli u južnu Kinu 100 000 godina pre današnjice (pećina Džiren, Džirendong, grad Čungcuo: 100 000 pre današnjice; i Ljuđanški hominid: kontroverzno datiran na 139.000–111.000 godina pre današnjice.).
Pošto prethodne migracije iz Afrike nisu ostavile tragove u rezultatima genetskih analiza na hromozomu Y i mtDNK (koji predstavljaju samo mali deo ljudskog genetskog materijala), čini se da ti moderni ljudi nisu preživeli ili da su preživeli samo u malim grupa i asimilirali se. Objašnjenje njihovog izumiranja (ili malog genetskog otiska) mogla bi biti teorija o katastrofi supervulkana Toba (74 000 pre današnjice). Međutim, neki tvrde da njen uticaj na ljudsku populaciju nije bio dramatičan.
Prema teoriji nedavnog afričkog pretka, mala grupa predvođena nositeljima haplogrupe L3 migrirala je iz Istočne Afrike severoistočno, moguće u potrazi za hranom ili u begu od neprijateljskih uslova u okolini, te prešla Crveno more pre oko 70 000 godina. Na taj se proces nastavilo nastanjivanje ostatka sveta. Prema nekim autorima, činjenica da se izvan Afrike mogu naći samo potomci haplogrupe L3 znači da je nekolicina ljudi napustila Afriku u jednoj migraciji do naselja na Arapskom poluostrvu. Neki ističu mogućnost da je u kratkom vremenskom razmaku došlo do nekoliko talasa širenja iz tog naselja.

### Južna Azija i Australija
Genetski dokazi upućuju na migracije iz Afrike u dva pravca. Međutim, druga istraživanja ukazuju na to da se desila samo jedna migracija, koju je sledila brza severna seoba jednog dela te grupe. Nakon što su kročili u Zapadnu Aziju, ljudi koji su ostali na jugu (ili krenuli južnim pravcem) generacijski su se širili po obali Arabije i Persije dok nisu stigli do Indije. Jedna od grupa koje su otišle prema severu (istočnoazijci su bili druga grupa) krenula je u unutrašnjost kontinenta i proširila se po Evropi, ubrzo zamenivši neandertalce. Takođe su se iz Središnje Azije doselili u Indiju. Prva grupa krenula je jugoistočnom obalom Azije i stigla do Australije pre između 55 000 i 30 000 godina, pri čemu većina procena leži između 46 000 i 41 000 godina. Neki novi dokazi pokazuju da se migracija iz Afrike u Jugoistočnu Aziju i Australiju desila pre 60 000 godina. Putevi seoba iz Afrike u Jugoistočnu Aziju bili su mnogobrojni, te se tekom migracija H. sapiens križao s ostalim vrstama kao što su neandertalci, denisovci i Homo erectus.
Tada je nivo mora bio mnogo niži i većina ostrvskog dela Jugoistočne Azije bila je jedna kopnena masa poznata kao izgubljeni kontinent Sunda. Doseljenici su verovatno nastavili obalskim putem jugoistočno, sve dok nisu stigli do moreuza između Sunde i Sahula, kontinentalne kopnene mase sastavljene od današnje Australije i Nove Gvineje. Najširi jazovi su na Veberovoj liniji i širine su od barem 90 km, što ukazuje na to da su doseljenici imali znanje o pomorskim veštinama. Arhajski ljudi poput Homo erektusa nikad nisu dospeli u Australiju, iako su prešli Lombokov jaz i stigli čak do Floresa.
Ako su te vremenske procene ispravne, Australija je nastanjena možda čak i 10 000 godina pre Evrope. To je moguće zato što su ljudi izbegavali hladnije regije severa i radije živeli u toplijim tropskim regijama na koje su bili prilagođeni s obzirom na svoju afričku domovinu. Još jedan dokaz u korist nastanjivanja Australije jeste da je, počevši pre 46 000 godina, sva australijska megafauna teža od 100 kg izumrla. Tim Flaneri i ostali tvrde da su novi doseljenici verovatno odgovorni za to izumiranje. Mnoge od tih životinja prilagodile su se životu bez grabežljivaca i postale pitome i ranjive na napade (kao što se kasnije desilo u Severnoj i Južnoj Americi). Do nepostojanja „naprednih” alata moglo je doći iz raznih razloga, kao što je na primer činjenica da nisu imali resurse za izradu kvalitetnih alata, da je okolina zahtevala drukčije alate za preživljavanje ili da je s povećanjem odvojenosti od svojih predaka ta grupa ljudi izgubila znanje o izradi složenih alata.
Dok su neki doseljenici prešli u Australiju, ostali su nastavili istočno duž obale Sunde i na kraju skrenuli severoistočno do Kine i dospeli do Japana, ostavivši trag u obliku obalskih naselja. Ta obalska migracija ostavlja svoj trag u mitohondrijskim haplogrupama koje su potekle od haplogrupe M, te kod hromozoma Y haplogrupe C. Nakon toga migracijski su se putevi okrenuli prema unutrašnjosti kontinenta, što je verovatno dovelo moderne ljude u dodir s arhajskim ljudima kao što je H. erektus. Nedavna genetska istraživanja ukazuju na to da su Australija i Nova Gvineja nastanjene u samo jednoj migraciji iz Azije. Kopneni most koji je povezivao Novu Gvineju i Australiju potopljen je pre oko 8000 godina, čime je došlo do izolacije populacija na tim dvema kopnenim masama.

### Evropa
Smatra se da su Evropu kolonizovali putnici koji su krenuli severozapadno iz Središnje Azije i Bliskog istoka. Kada su prvi anatomski moderni ljudi stupili na evropsko tlo, neandertalci su već bili prisutni. Postoje dokazi da su se populacije modernih ljudi mešale s neandertalskim populacijama, iako većina dokaza upućuje na to da je ukrštanje bilo ograničeno, te da nije došlo do potpunog spajanja. Populacije modernih ljudi i neandertalaca na mnogim su se mestima preklapale, kao što je to slučaj s Iberijskim poluostrvom i Bliskim istokom; dokazano je da je zbog mešanja u genomu paleolitskih (i u krajnjoj liniji modernih) Evroazijaca i stanovnika Okeanije prosutna određena količina neandertalskih gena.
Bitna razlika između Evrope i ostalih delova naseljenog sveta je njena severna geografska širina. Arheološki ostaci ukazuju na to da su ljudi, bilo neandertalci ili kromanjonci, dosegli prostore arktičke Rusije pre 40 000 godina.
Oko 20 000 godina pre današnjice, 10 000 godina nakon izumiranja neandertalaca, došlo je do poslednjeg glacijalnog maksimuma, koji je prisilio stanovnike severne hemisfere na preseljavanje u nekoliko skloništa (poznatih kao izbeglišta u populacijskoj biologiji) do kraja tog razdoblja. Za te se populacije, bilo da su se mešale sa neandertalcima ili ne, smatra da su obitavale u tim hipotetskim skloništima sve do kraja glacijalnog maksimuma i da su kasnije nastanile Evropu, pri čemu su arhajske istorijske populacije njihovi potomci. Alternativni pogled je da su populacije modernih Evropljana potekle od neolitskih populacija s Bliskog istoka koje su ostavile izražen trag na tom području. Debata o poreklu Evropljana sročena je u smislu kulturne difuzije nasuprot demičke difuzije. Arheološki i genetički podaci snažno podržavaju demičku difuziju, tj. da se tokom poslednjih 12 000 godina populacija proširila sa Bliskog istoka. Naučni genetički koncept poznat kao „vreme najskorijeg zajedničkog pretka” (engl. Time to Most Recent Common Ancestor - TMRCA) koristi se za opovrgavanje demičke difuzije u korist kulturne difuzije.

#### Migracija kromanjonaca u Evropu
Kromanjonci se smatraju prvim anatomski modernim ljudima u Evropi. Stupili su na tlo Evroazije preko Arapskog poluostrva pre oko 60 000 godina, pri čemu je jedna grupa ubrzo počela da nastanjuje obalska područja oko Indijskog okeana, a druga se preselila severno u Središnju Aziju.
Sekvencija mitrohondrijske DNK dva kromanjonca iz pećine Pagliči u Italiji, starosti od oko 23 000 i 24 000 godina (Pagliči 52 i 12), identifikovala je mtDNA kao haplogrupu N, tipičnu za tu poslednju grupu. Kontinentalna grupa predstavlja pretke i Severo- i Istočnoazijaca, Evropeida i velikog dela bliskoistočne populacije. Migracije s područja Crnog mora u Evropu počele su pre nekih 45 000 godina, verovatno preko Dunavskog koridora. Do pre 20 000 godina nastanjena je celina kontinentalne Evrope (osim Skandinavije) koja nije bila prekrivena ledom. Prvi potpuni očuvani ljudski ostaci pronađeni su u obliku mumije Eci starosti 3300. p. n. e., koja je pripadala K1 MitDNK grupi.

#### Suparništvo s neandertalcima
Smatra se da je ekspanzija započela pre 45 000 godina i da je za kolonizaciju Evrope trebalo 15 000 godina.
Tokom tog vremena neandertalci su bili polako istiskivani. S obzirom na to da je trebalo tako mnogo vremena za naseljavanje Evrope, čini se da su ljudi i neandertalci bili u stalnoj konkurenciji za teritoriju. Neandertalci su bili veći i imali robusniji i teži kostur, što ukazuje na to da su bili fizički snažniji od modernog Homo sapiensa. Pošto su živeli u Evropi već 200 000 godina, bili su bolje prilagođeni tadašnjoj hladnoj klimi. Anatomski moderni ljudi poznati kao kromanjonci, sa superiornom će tehnologijom i jezikom na kraju istisnuti neandertalce, čije je poslednje sklonište bilo na Iberijskom poluostrvu. Nakon oko 30 000 godina ostaci neandertalaca nestaju iz fosilnih zapisa, što ukazuje na to da je došlo do njihovog izumiranja. Poslednja poznata populacija živela je oko sistema pećina na zabačenoj obali Gibraltara okrenutoj prema jugu pre 30 000 do 24 000 godina.
Zastupnici hipoteze multiregionalnog porekla čoveka već dugo veruju da su Evropljani potekli od neandertalaca, a ne iz spomenute migracije Homo sapiensa. Drugi su verovali da su se neandertalci mešali s modernim ljudima. Istraživači su 1997. uspeli da izdvoje mitohondrijski DNK iz jedinke neandertalca starog 40 000 godina. Pri poređenju sa ljudskom DNK njegove su se sekvence znatno razlikovale, ukazujući na to da, barem na temelju mitohondrijskog DNK, moderni Evropljani ne vode poreklo od neandertalaca i da nije došlo do mešanja. Neki naučnici nastavljaju da istražuju autozomni DNK u potrazi za tragovima primesa neandertalskog DNK.
Trenutni (2010) genetski dokazi ukazuju na to da je na Bliskom istoku došlo do mešanja neandertalaca s podvrstom Homo sapiens sapiens (anatomski modernim čovekom) pre između 80 000 i 50 000 godina, rezultat toga je da subsaharski Afrikanci nemaju tragova neandertalske DNK, dok Evropeidi i Azijati imaju između 1% i 4% neandertalske DNK.

### Središnja i Severna Azija
Mitohondrijske haplogrupe A, B i G nastale su pre oko 50 000 godina, a njihovi nositelji su pre 35 000 godina kolonizovali Sibir, Koreju i Japan. Delovi tih populacija preselili su se u Severnu Ameriku.

### Amerike
Postoji konsenzus među naučnicima da su Paleoindijanci potekli iz Središnje Azije i prešli Beringov kopneni most između Sibira i današnje Aljaske. Ljudi su nastanjivali Amerike do kraja poslednjeg glacijalnog razdoblja između 16 000 i 13 000 godina pre sadašnjice. Pojedinosti migracije Paleoindijanaca u i kroz američki kontinent, uključujući i tačno vreme i puteve kretanja, predmet su istraživanja i diskusija.
Vreme prelaska paleoindijanaca preko Beringovog kopnenog mosta predmet je diskusije, ali procenjuje se na između 40 000 i 16 500 godina pre sadašnjice.
Putevi migracija takođe su predmet diskusije. Prema tradicionalnoj teoriji ti su se rani putnici kretali kada je nivo mora zbog pleistocenskih glacijacija bio znatno niži, sledeći krda sada izumrle pleistocenske megafaune kroz koridore bez leda, koji su se protezali između laurentidske i kordiljerske ledene ploče. Još jedan predloženi pravac je migracija duž tihookeanske obale (bilo peške ili čamcima) do Čilea u Južnoj Americi. Arheološki tragovi života na obali tokom poslednjeg ledenog doba sada su prekriveni morem, čiji je nivo od tada narastao stotine metara.

## Literatura
- Jared Diamond, Guns, germs and steel. A short history of everybody for the last 13'000 years, 1997.
- Demeter F, Shackelford LL, Bacon A-M, Duringer P, Westaway K, Sayavongkhamdy T, Braga J, Sichanthongtip P, Khamdalavong P and Ponche J-L 2012. Anatomically modern human in Southeast Asia (Laos). Proceedings of the National Academy of Sciences 109(36)
- Demeter F, Shackelford LL, Bacon AM, Duringer P, Westaway K, Sayavongkhamdy T, Braga J, Sichanthongtip P, Khamdalavong P, Ponche JL,  . (2012). „Anatomically modern human in Southeast Asia (Laos)”. Proceedings of the National Academy of Sciences. 109 (36): 14375—14380. Bibcode:2012PNAS..10914375D. PMC 3437904 . PMID 22908291. doi:10.1073/pnas.1208104109 .
- Reich, David (2018). Who We Are And How We Got Here – Ancient DNA and the New Science of the Human Past. Pantheon Books. ISBN 978-1101870327.
- Diamond, Jared (20. 4. 2018). „A Brand-New Version of Our Origin Story”. The New York Times. Приступљено 23. 4. 2018.
- Veeramah, Krishna R.; Hammer, Michael F. (4. 2. 2014). „The impact of whole-genome sequencing on the reconstruction of human population history”. Nature Reviews Genetics. 15 (3): 149—162. PMID 24492235. doi:10.1038/nrg3625.